# 牧野天音
牧野天音（11月8日—）是日本的女性聲優，東京都出身。ARTSVISION所屬。日本播音演技研究所畢業。

## 人物
高中一年生時在學校的演劇會擔任幕後工作人員時，看到學長姐的演技後開始對演戲有興趣，三年級時開始尋找聲優養成所並以成為聲優為目標。
2015年在波麗佳音與Comptiq合作的女子中學生偶像企劃《Re:Stage！》中被選為擔任主角之一的式宮舞菜的聲優。本人在試鏡時覺得自己無法擔任主角，但在工作人員的勸說下決定接下這個角色。

## 演出作品
※粗體字為主要角色。

### 電視動畫
2015年
- 槍與面具（女子校生）

2016年
- LoveLive! Sunshine!!（女學生）

2018年
- IDOLiSH7（女性客A）
- 只要別西卜大小姐喜歡就好（侍女、女性職員、財務部職員、女子、夢魔課女子）
- 梅露可物語 -無精打采的少年與瓶中少女-（民眾）

2019年
- 一個人的○○小日子（挽邊惠澄）
- Re:Stage！Dream Days♪（式宮舞菜[6]）
- 偶像夢幻祭（觀眾）
- 科學一方通行（學生）
- 神田川JET GIRLS（西谷桃）

### 遊戲
2016年
- Puzzle of Empires（古斯塔夫·阿道夫[7]、西鄉隆盛）
- 魔物娘☆後宮（特蕾伊亞）

2017年
- Re:Stage！節奏舞步（式宮舞菜）

### 廣播劇CD
- 廣播劇CD Re:Stage！〜 廣播劇的練習 〜 Vol.1[8]

### 網路電視
- Re:Stage！ 〜NICO生的練習〜（2015年11月11日－2016年10月12日，NICONICO直播）[9]
- Re:Stage！ KIRARIN☆NICO生（2016年11月16日－2017年10月11日，NICONICO直播）[10]
- Re:STAGE! ch～Remembers TV～（2017年11月16日－，YoutubeLIVE）[11]

### 其他
- Re:Stage！（2015年，小說）式宮舞菜[12]

## 音樂CD

### 角色歌
| 發售日   | 商品名稱               | 演唱名義             | 歌曲                                         | 備註                                      |
| 2016年   | 2016年                 | 2016年               | 2016年                                       | 2016年                                    |
| -------- | ---------------------- | -------------------- | -------------------------------------------- | ----------------------------------------- |
| 3月16日  | Startin' My Re:STAGE!! | KiRaRe               | 「Startin' My Re:STAGE!!」                   | 《Re:Stage！》相關歌曲                    |
| 8月17日  |                        | KiRaRe               | 「」 「」                                    | 《Re:Stage！》相關歌曲                    |
| 2017年   |                        |                      |                                              |                                           |
| 1月18日  |                        | KiRaRe               | 「」 「」                                    | 《Re:Stage！》相關歌曲                    |
| 5月17日  |                        | KiRaRe               | 「Do it!! PARTY!!」 「GROWING!!」 「」 「」  | 《Re:Stage！》相關歌曲                    |
| 12月20日 |                        | KiRaRe               | 「」 「WINTER JEWELS」                       | 《Re:Stage！》相關歌曲                    |
| 2019年   |                        |                      |                                              |                                           |
| 3月27日  |                        | KiRaRe               | 「」 「」                                    | 《Re:Stage！》相關歌曲                    |
| 7月24日  | Don't think,!!         | KiRaRe               | 「Don't think,!!」                           | 電視動畫《Re:Stage！Dream Days♪》片頭曲   |
| 7月24日  | Don't think,!!         | KiRaRe               | 「憧れFuture Sign（Piano Strings Arrange）」 | 電視動畫《Re:Stage！Dream Days♪》片尾曲   |
| 8月21日  | Blooming,Blooming!/    | 式宮舞菜（牧野天音） | 「Blooming,Blooming!」                       | 電視動畫《Re:Stage！Dream Days♪》相關歌曲 |

### 组合成员
1. 1 2 3  式宮舞菜（牧野天音）、月坂紗由（鬼頭明里）、市杵島瑞葉（田澤茉純）、柊香惠（立花芽惠夢）、本城香澄（岩橋由佳） 、長谷川美依（空見雪）

## 外部連結
- 事務所官方簡歷 （页面存档备份，存于）（日語）